# Hailun
Hailun är en stad på häradsnivå som lyder under Suihuas stad på prefekturnivå i Heilongjiang-provinsen i nordöstra Kina. Den ligger omkring 190 kilometer norr om provinshuvudstaden Harbin.